# Grand Canyon Skywalk
Pour les articles homonymes, voir Skywalk.

Le Grand Canyon Skywalk valorise l'offre géotouristique du site.

Le Grand Canyon Skywalk est une attraction touristique au-dessus du Colorado, au sommet du Grand Canyon, dans l'État de l'Arizona, aux États-Unis. Il consiste en une grande passerelle horizontale en forme de fer à cheval au plancher de verre et dominant le lit du fleuve de plus de 1 200 mètres . Commandé par la tribu indienne des Hualapai sur la réserve de laquelle il se situe, ce point de vue panoramique fut livré le 20 mars 2007 et ouvert au public le 28 mars 2007.
Le Skywalk n'est pas au-dessus du canyon principal du Colorado, mais au-dessus d'un canyon latéral.

## Offre géotouristique
Le Grand Canyon Skywalk fait partie, avec le sentier du temps (sentier d'interprétation qui conduit les promeneurs depuis le musée de géologie de Yavapai jusqu'au village du Grand Canyon) de l'offre géotouristique du site. Il permet aux géotouristes d'observer sur près de 1 800 mètres de profondeur, la moitié de l'histoire de la Terre : « au fond du Grand Canyon, le lit du Colorado est creusé dans des roches qui ont plus de 1,8 milliard d’années. Sur le plateau, le visiteur foule des roches du Permo-Trias qui ont donc environ 250 millions d’années. Au loin dans le paysage, des cônes volcaniques témoignent d’éruptions datant de moins de 1 million d’années ».

## Réalisation technique
Le Skywalk est en porte à faux et dépasse de 21 mètres le bord de la falaise du canyon. Les parois et le plancher sont construits dans un verre de 8 cm d'épaisseur. Le Skywalk est capable de supporter plus de 74 tonnes (soit 800 personnes de plus de 92 kg chacune), cependant la capacité est volontairement limitée à 120 personnes. Les visiteurs doivent porter des sur-chaussures afin d'éviter de glisser et de rayer le sol en verre.
La construction débuta en mars 2004. C'est la société française Saint-Gobain qui le réalisa.
Le Skywalk fut poussé au-dessus du canyon le 7 mars 2007 après avoir passé plusieurs jours de tests de résistance reproduisant des conditions météo qu'il serait susceptible de rencontrer sur le site. La structure a été conçue pour résister à des vents de 160 km/h et à un tremblement de terre de magnitude 8. Pour le confort, des amortisseurs de masse sont utilisés pour amortir les vibrations provoquées par le vent et les visiteurs.

## Coûts et restrictions
Le coût de la passerelle est d'environ 30 millions de dollars américains.
L'accès à la passerelle coûte 29,95 dollars par personne auxquels il faut ajouter l'achat d'un forfait de visite dont le prix varie de 43,05 à 199 $ ainsi que 10 $ de droit d'entrée dans la réserve indienne,. Le nombre de visiteurs est d'environ 1 500 par jour.
Alors que les appareils photos sont autorisés dans la réserve et sur tous les points de la visite, ils sont interdits sur la passerelle. La tribu vend ses photos souvenirs des visiteurs sur la passerelle.

## Un projet plus vaste
Selon les responsables Hualapai, le coût du Skywalk dépassera les 40 millions de dollars. Des aménagements futurs sont prévus avec un complexe incluant un musée, une salle de projection, un salon VIP, une boutique de souvenirs et plusieurs restaurants dont l'un, le Skywalk Café, où les visiteurs pourront déjeuner à l'extérieur sur le bord du canyon. Le skywalk est aussi le début d'un plus grand projet de la tribu Hualapai qui espère qu'il sera le catalyseur du développement d'une zone de 3 600 hectares appelée Grand Canyon West. Elle ouvrirait au-dessus d'une zone actuellement inaccessible qui s'étend sur plus de 160 km le long du bord sud du canyon et inclurait des hôtels, des restaurants, un golf et un cable car pour transporter les visiteurs du haut du Canyon jusqu'au Colorado.
La tribu s'est associée avec l'homme d'affaires de Las Vegas David Jin pour lever les fonds pour le projet.

## Controverse
Le projet et la réalisation du Skywalk ont provoqué des controverses, aussi bien au sein de la tribu Hualapai que de la part des écologistes.

### Hualapai
Les opposants au sein de la tribu considéraient que le Skywalk allait perturber un lieu sacré. Les partisans du projet au sein de la tribu indiquaient pour leur part que c'était une occasion de générer l'argent nécessaire pour combattre les problèmes que connaît la petite réserve de 2 000 individus avec un taux de chômage de 50 %, un alcoolisme largement répandu et la pauvreté. D'autres membres de la tribu, favorables au Skywalk, exprimèrent leur inquiétude sur la possibilité d'un sur-développement et l'épuisement des ressources qu'il pourrait provoquer — l'eau utilisée à la fois pour le développement et le voisinage du parc national du Grand Canyon n'est pas prise dans le Colorado, mais est transportée par aqueduc ou par camion.

### Écologistes et autres
D'autres personnes en dehors de la tribu, y compris des groupes écologistes de l'Arizona et d'anciens responsables du parc national, ont exprimé leur préoccupation ou leur opposition à un projet qui dénaturerait un site naturel exceptionnel. Pour certains, il était paradoxal que les Hualapai, qui s'étaient toujours voulu les meilleurs protecteurs et administrateurs du Grand Canyon, aient finalement décidé de l'exploiter ainsi. À cela, les chefs tribaux répondent que les 4,5 millions de visiteurs annuels du parc surchargent déjà le secteur et que la tribu a également besoin de revenus. La réserve de la tribu, qui s'étend sur 400 000 hectares, attire quelque 200 000 visiteurs par an. Or, elle ne facture que des mariages sur le bord du canyon et des sauts de cascadeurs. La tribu n'avait pas réussi précédemment à rentabiliser l'ouverture d'un casino.